# Торнареччо
Торнареччо (итал. Tornareccio) — коммуна в Италии, расположена в регионе Абруццо, подчиняется административному центру Кьети.
Население составляет 1948 человек, плотность населения составляет 72 чел./км². Занимает площадь 27 км². Почтовый индекс — 66046. Телефонный код — 0872.
Покровительницей коммуны почитается святая Виктория, празднование 23 декабря.